# O Tempo e a Alma
O Tempo e a Alma foi um programa televisivo sobre a História de Portugal, transmitido na RTP1. Foi o primeiro programa de José Hermano Saraiva com o objetivo de levar a cultura aos portugueses. Em pouco tempo, tornou-se o número 1 nas audiências televisivas nacionais.
José Hermano Saraiva representava a história com o seu olhar carismático e os seus gestos abertos, enquanto comunicava espontaneamente com o público. Segundo ele, "o povo queria cultura, a televisão é que lha não dava!". Falava sobre a História de Portugal e contava curiosidades sobre as suas personalidades.
Um programa como "O Tempo e a Alma" foi, portanto, uma luz na programação da altura. As pessoas podiam, em horário nobre, conhecer mais da história do seu país, curiosidades sobre personalidades de vulto e descobrir partes da sua própria cultura, ainda desconhecidas. Finalmente, para além de entretenimento, o país tinha cultura na emissão.

## Episódios
| Título                            | Dia                    | Refs.         |
| --------------------------------- | ---------------------- | ------------- |
| A Lusitânia e os Lusitanos        |                        | [ 17 ] [ 18 ] |
| O Príncipe dos Portugueses        |                        | [ 19 ] [ 20 ] |
| Colóquio e Ídolos Antropomórficos | 16 de novembro de 1971 | [ 21 ] [ 22 ] |
| Celtas e Iberos                   |                        | [ 23 ] [ 24 ] |
| Episódio 5                        |                        |               |
| Episódio 6                        |                        |               |
| O Cálice Falstaff                 |                        | [ 25 ]        |
| A Ultima Imagem de Camões         |                        | [ 26 ]        |
| A Espada de Ferro                 |                        | [ 27 ] [ 28 ] |